# Chin'yuki: Taro to yukaina nakama-tachi
Chin'yuki: Taro to yukaina nakama-tachi (珍遊記 -太郎とゆかいな仲間たち-?) è un manga di Man☆gataro, pubblicato sulla rivista Weekly Shōnen Jump di Shūeisha tra il 1990 e il 1992. Da esso è stata tratta una serie OAV in tre episodi da 40 minuti ognuno.

## Trama
Taro Yamada è un bambino che si può trasformare in una scimmia. Taro sfrutta i suoi poteri per avere quello che vuole e con una grande testa uguale a lui riesce a mettere K.O gli avversari molto facilmente. Questi poteri però lo trasformano in una persona sempre più cattiva senza che Taro se ne accorga. Tuttavia ci saranno problemi, almeno fino ad ora. 

## Personaggi

### Principali
- Taro Yamada (山田太郎)

un bambino che grazie ai poteri dello String Drill, trovato per terra, si può trasformare in una scimmia ed avere forza e intelligenza impressionabili. Il fatto di avere una forza pazzesca gli permette di ottenere quello che vuole senza doverlo chiedere, anche se i suoi poteri ogni volta che vengono usati lo fanno diventare sempre più cattivo. Va giro nudo con le mutande leopardate, e ha spesso fame. I suoi poteri all'inizio possono sembrare positivi, ma lo String Drill a poco a poco si impossessa di lui per conquistare i poteri. Usa spesso il Head Destroy o la Head Drill, che sono alcune delle sue abilità principali. Lo String Drill gli permette inoltre di creare una grande testa uguale alla sua, che lui scaglia contro il nemico, per poi esplodere. Lo String Drill prende il suo controllo e Taro conquista il mondo, ma i suoi amici lo salveranno dalla malvagità.
- Ham Table (表ハム)

un amico di Taro. Insieme a lui trova lo String Drill e l'amico ne entra in possesso. Ham, che è il migliore amico di Taro condivide con lui le sue scelte e anche quando lui faceva lo sbagliato lo ascoltava con la speranza di poterlo far tornare come prima. Quando Taro conquista il mondo lui tenta di farlo tornare alla normalità ma viene maltrattato e ignorato, cosa che fa irritare il vero Taro, che si ribella e abbandona lo String Drill. 
- Sail Isanumare (セイル遺産生まれ)

un'amica di Taro, che vorrebbe che l'amico la smettesse di usare lo String Drill, conoscendone la potenza e la malvagità. Nonostante ciò continua a pensare che in fondo Taro sia una persona buona e sincera. Lei e Taro si incontrano nel giorno dell'incidente alla piazza dove insieme salvano l'autobus che stava cadendo. Sail è la persona più responsabile amica di Taro.

### Possessori dello String Drill
- Sasori Anko (サソリアンコ)

è colui che possiede lo String Drill del fuoco, ovvero l'imperatore del mondo degli String Drill e tenta di far capire a Taro che lo String Drill esiste a scopo di far crollare l'umanità ai piedi di chi lo possiede, ma Taro rifiuta e Sasori tenta di ucciderlo. Sasori prova un profondo odio per Taro, che ogni volta che vede tenta di uccidere, da quando egli rifiutò la sua offerta e lo ritiene una scimmia. 
- Hitsu Mamoru (おひつ守)

il secondo possessore dello String Drill dell'acqua e colui che tenta di fare amicizia con Taro per poi ucciderlo. Il suo vero aspetto è un granchio gigante che spara palle di cannone. In realtà lui è un umano e in seguito aiuta Ham e Sail a salvare Taro. 
- Tashima Otaku (田嶋オタク)

il terzo imperatore String Drill, ovvero quello della natura.  
- Hate Ban (潘ヘイト)

il quarto imperatore String Drill, ovvero quello della mente.  

## Media

### Manga
Il manga è stato serializzato sulla rivista Weekly Shōnen Jump di Shūeisha dal 1990 al 1992 e in seguito raccolto in sei volumi tankōbon. È stato oggetto di tre ristampe successive.

### OAV
Dal manga è stata tratta una serie OAV in tre episodi da 40 minuti ognuno, trasmessa dal 12 giugno al 7 agosto 2009.

### Videogiochi
Taro Yamada è un personaggio giocabile nel videogioco J-Stars Victory Vs.